# EBER

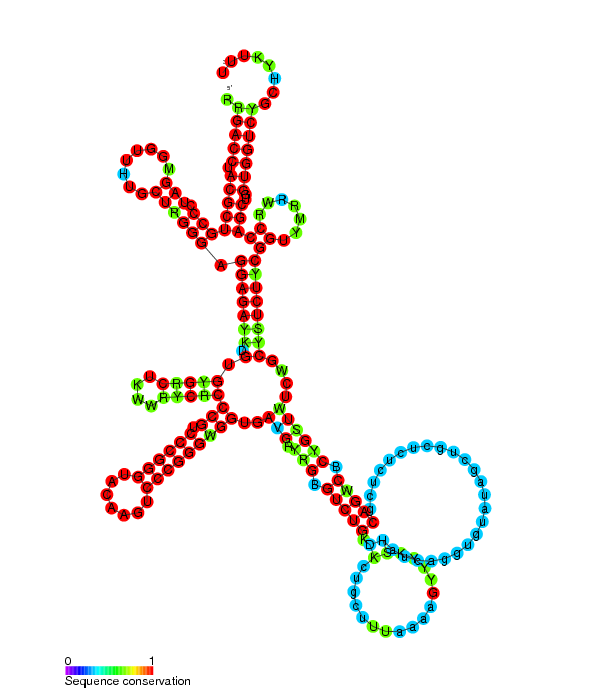
Estructura secundaria del EBER1.

EBER se refiere a dos ARN no codificante asociados con el virus de Epstein-Barr.
EBER1 y EBER2 son 167 y 172 nucleótidos de longitud, respectivamente. Ellos no son necesarios para el crecimiento mediada de la transformación del EBV. Estos dos ARN se transcriben por el anfitrión del ARN polimerasa III, incluso durante una infección latente del EBV.  El EBER1 está asociado con la proteína ribosomal L22 humano  y hace que esta proteína se mueva desde el nucleolo a la nucleoplasma.
EBERs 1 y 2  se pueden borrar el  genoma viral sin cambios notables fenotípicos, aunque esto nunca ha sido encontrado eliminado en la naturaleza. [1] la expresión de EBER sola puede inducir tumores en ratones con inmunodeficiencias severas combinadas.